# Castello di Briona

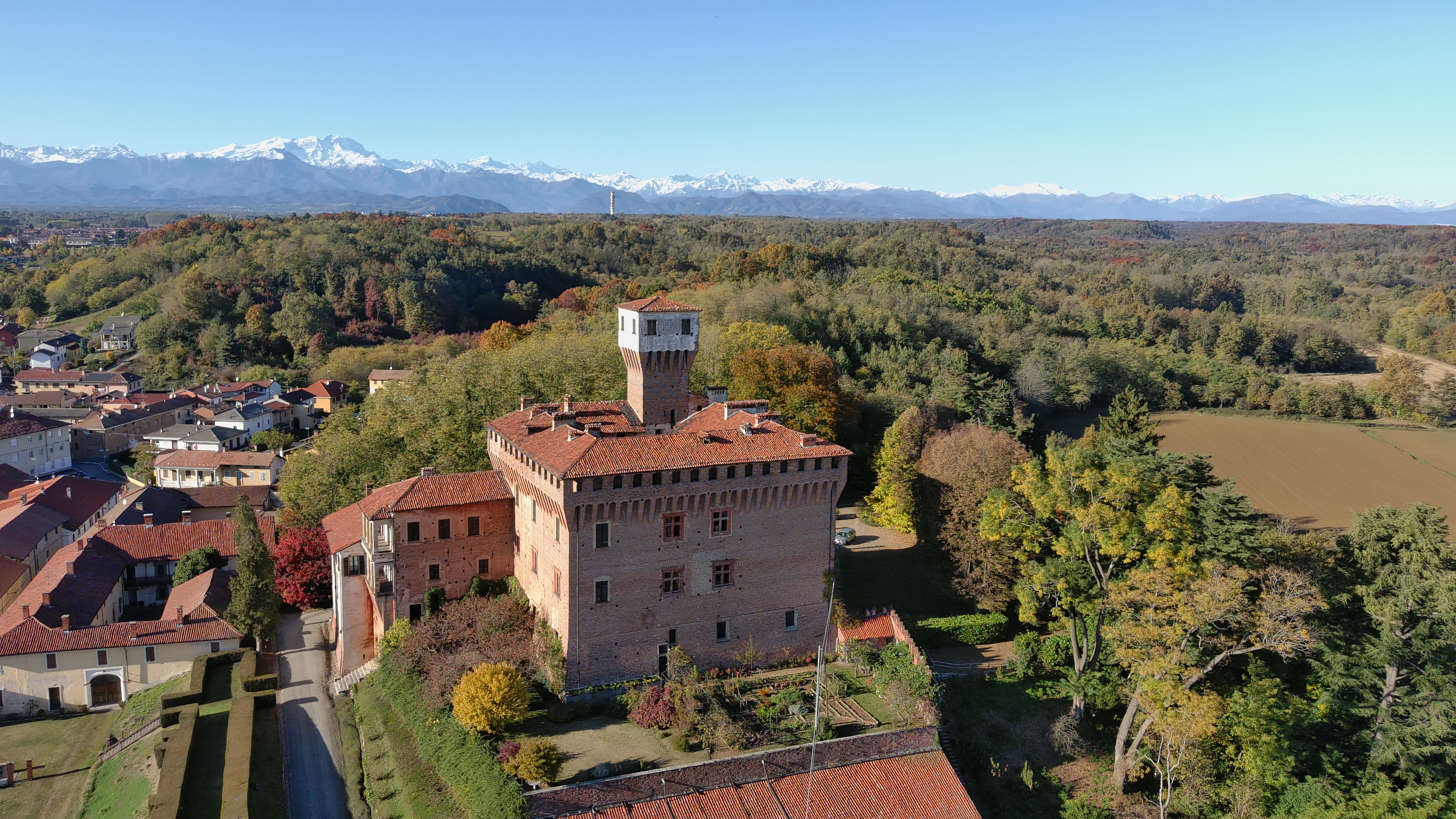
Castello di Briona, novembre 2021

Il castello di Briona, di proprietà dei marchesi Solaroli, domina la pianura circostante e l'abitato dal retrostante pendio collinare.

## Storia
Le prime testimonianze della presenza di un edificio fortificato in questo luogo risalgono al 1140, quando divenne possesso del conte Guido III di Biandrate, anche se probabilmente esisteva già un presidio in epoca longobarda; grazie alla sua posizione strategica, infatti, poteva controllare la direttiva che da nord-ovest conduceva a Novara.
Nel 1356 il castello divenne possesso dei Visconti e nel 1363, come buona parte del novarese, subì il saccheggio da parte della Compagnia Bianca di Alberto Sterz, in lotta contro Galeazzo II Visconti.

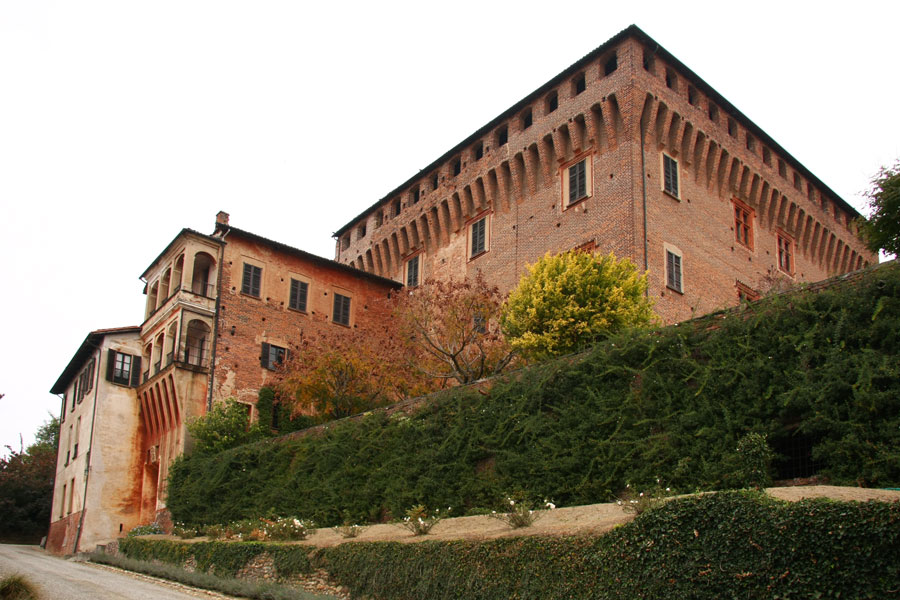
Vista dalla rampa d'ingresso

Nel 1449 Francesco Sforza, duca di Milano, diede il paese ed il castrum in feudo a Giovanni Tornielli che vi trasferì la propria abitazione insieme al figlio Melchiorre, ampliando il complesso fortificato con l'erezione della rocca.
Nel 1488 la proprietà passò a Manfredo, figlio di Melchiorre, che in contrasto con Lodovico il Moro si alleò ai francesi in guerra contro gli Sforza. In un primo tempo il duca di Milano ebbe la meglio e Manfredo fu processato e i suoi beni confiscati. Nel 1499 una nuova spedizione militare contro la Lombardia ebbe successo, Lodovico il Moro cadde e i Tornielli rientrarono in possesso della rocca.

Stemma dei Solaroli Marchesi di Briona, nel terzo quarto è rappresentato il castello di Briona sovrastato da una bandiera viscontea.

Nel 1583 il conte Manfredo II Tornielli scomparve senza lasciare successori maschi. Del 1653 la rocca passò ai marchesi Dal Pozzo d'Annone, imparentati con i Tornielli, fino al 1864, quando fu ceduta al generale sabaudo Paolo Solaroli, insignito del titolo di "marchese di Briona" nel 1867 da re Vittorio Emanuele II.

## Descrizione
Il complesso si presenta come un perfetto quadrilatero in buono stato di conservazione; nel corso dei secoli fu più volte riadattato ed è tuttora abitato. Le strutture risalgono prevalentemente al XIV e XV secolo; l'aspetto attuale, con ogni probabilità, gli fu dato alla fine del XV secolo dal marchese Manfredo I Tornielli. All'interno è racchiuso un cortile pensile posto all'altezza del primo piano, sorretto da volte a crociera che posano su un pilastro centrale. Al piano terra si trovano la sala capitolare e la cripta. La struttura è sovrastata da un'alta torre con piccionaia ed è circondata da un parco.

## Voci correlate

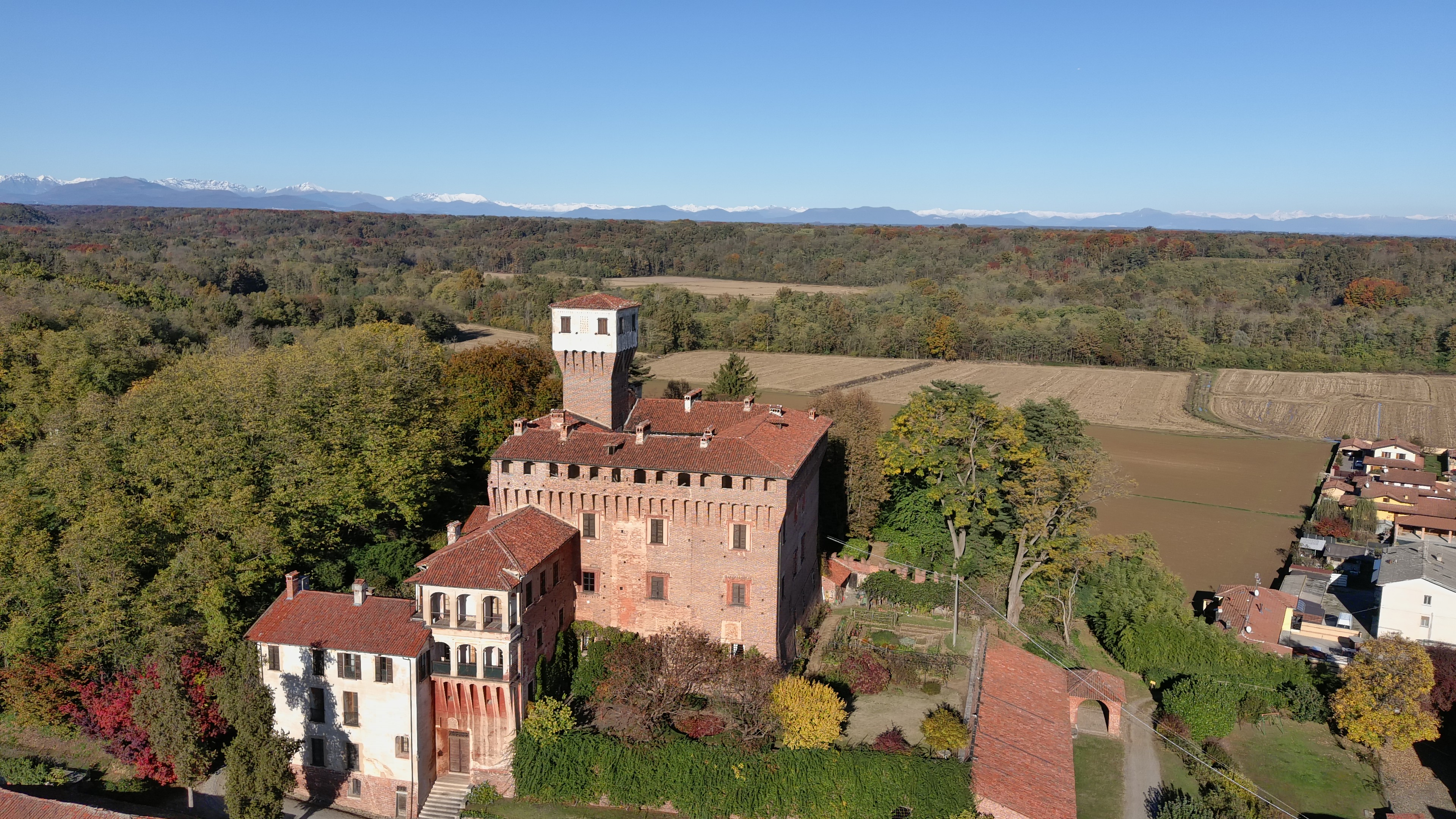
Castello di Briona Nov 2021